# Auguste Jal
Pour les articles homonymes, voir Jal.
Auguste Jal, né le 12 avril 1795 à Lyon et mort le 1er avril 1873 à Vernon, est un écrivain, archiviste, critique d'art et historien français.
Son œuvre est en grande partie tournée vers la Marine : il avait ainsi choisi comme emblème une croix formée d'une ancre et d'une plume, et comme devise « Alit Ancora Pennam » (l'Ancre nourrit la Plume). Il est également l'auteur d'un magistral Dictionnaire critique de biographie et d'histoire basé sur des recherches rigoureuses et approfondies aux archives de Paris avant leur destruction en 1871.

## Biographie
Fils de Pierre Jal et de Joséphine Legavre, il se destine d'abord à la carrière des armes. Admis en 1811 comme élève officier à Brest sur le navire-école Tourville, il ne navigue pas. Sa seule campagne terrestre sera sa participation à la défense de Paris en 1815. Placé en non-activité en 1817 pour « propos subversifs », il se tourne bientôt vers le journalisme et la critique d'art. Il publie notamment dans la Revue des deux Mondes. Il assiste en 1830 à la prise d'Alger à titre de correspondant du Constitutionnel.
Le 10 juillet 1822, il se marie à Paris (10e arrondissement) avec Aspasie Le Porcher, nièce du peintre Pierre-Antoine Mongin. Avec son épouse, il a un fils, Antoine Anatole Jal, né le 20 septembre 1823 à Paris (2e arrondissement), mort à Saint-Germain-en-Laye le 13 décembre 1898, et futur architecte.
Entré en juillet 1831 à la section historique de la marine, Auguste Jal devient historiographe officiel de la Marine, puis, en décembre 1852, conservateur des Archives de la Marine. Il exercera ce dernier poste pendant dix ans jusqu'à sa retraite, en novembre 1862.
Il est mort au 8 rue de la Congrégation, à Vernon, le 1er avril 1873.

## Œuvres
En 1840, il publie Archéologie navale, qui le fait considérer comme « père » de cette discipline. Pour le réaliser, il voyage pendant six mois, d'octobre 1834 à février 1835, principalement en Italie mais aussi dans le sud de la France, en collectant manuscrits, archives et visites de musées. L'ouvrage a été ensuite critiqué pour se limiter aux sources écrites et en négligeant les restes matériels comme de simples preuves des théories bibliographiques.
D'après le prince de Joinville, ce travail historique était en partie destiné à étudier les conditions d'évolution pratique et  tactique de navires de guerre mus autrement qu'à la voile : galères de l'Antiquité analogues sur ce point aux bateaux à vapeur alors dans l'enfance. 
Pendant ce même voyage en Italie, Jal recueille également des informations pour la réalisation de son Glossaire maritime ; ces matériaux sont complétés par un autre voyage de six mois en 1841 allant jusqu'en mer Noire, et prenant en compte également les témoignages oraux. Le glossaire visait à l'exhaustivité, incluant le vocabulaire des marins de tous les pays, dans toutes les langues, et depuis l'antiquité jusqu'à son époque. Il consacra six ans à peine à ce projet pourtant pharaonique ; le Glossaire maritime sortit en 1848 et lui valut en 1850 le prix Gobert.
Entre 1860 et 1861, il coopère avec l’ingénieur du Génie maritime Dupuy de Lôme, maître d’œuvre du projet, pour fournir des informations servant à la reconstruction d'une trirème antique, suivant les volontés de l'empereur Napoléon III.
Dans le Dictionnaire critique de biographie et d'histoire de 1872, il se distingue notamment en retrouvant l'acte de naissance de Cyrano de Bergerac, ce qui permit à la fois de situer et de dater sa naissance, plus de trois siècles plus tard. L'ouvrage est encore cité en référence à propos de personnes ayant vécu pendant les quelques siècles qui l'ont précédé, notamment des figures de la Révolution française. Ce livre est également essentiel dans la recherche d'actes d'état civil et paroissiaux de grandes figures historiques ayant vécu à Paris, Auguste Jal en ayant recopié un grand nombre avant que les archives parisiennes ne soient entièrement anéanties par les Communards lors des terribles incendies de mai 1871 qui ont en particulier détruit l'Hôtel de Ville et le Palais de Justice.
Augustin et Aspasie sont représentés de profil sur une médaille en bronze dans la galerie David d'Angers, à Angers.

## Décorations
- Chevalier de l'ordre d'Isabelle la Catholique
- Officier de la Légion d'honneur
- Chevalier 1re classe de l'ordre de Vasa

Le 1er mai 1833, Auguste Jal est fait chevalier de la Légion d'honneur en tant qu'historiographe de la marine. Par décret du 26 avril 1846, il est promu officier de la Légion d'honneur.
Auguste Jal est également croix d'or de l'ordre du Sauveur de Grèce, chevalier de 1re classe de l'ordre de Vasa, chevalier de l'ordre de la Couronne de Chine, chevalier de l'ordre d'Isabelle la Catholique, chevalier de l'ordre de Notre-Dame de l'Immaculée Conception de Vila Viçosa et Membre étranger des académies royales de Lisbonne et papale d'archéologie de Rome.

## Publications
Les ouvrages d'Auguste Jal sont consultables sur la bibliothèque en ligne Gallica : liste des œuvres disponibles.
- [Gustave Jal (sic)] L'Ombre de Diderot et le bossu du Marais, dialogue critique sur le Salon de 1819.
- Dictionnaire théâtral ou Douze cent trente trois vérités sur les directeurs, régisseurs, acteurs, actrices et employés des divers théâtres..., écrit avec Charles Jean Harel et Maurice Alhoy, Paris, J. N. Barba, 1824.
- L'artiste et le philosophe, entretiens critiques sur le salon de 1824
- Esquisses, croquis, pochades, ou tout ce qu'on voudra sur le Salon de 1827. Paris, Dupont, 1828.
- Salon de 1831 : ébauches critiques, Paris, Dénain, 1831.
- Napoléon et la censure, Paris, Imprimerie de J. Tastu. s.d. 16 p.
- Scènes de la vie maritime, Paris, Charles Gosselin, 1832.
- De Paris à Naples : études de mœurs, de marine et d'art, Paris, Allardin, 1836.
- Archéologie Navale, Paris, Arthus-Bertrand Éditeur, 1840.
- Les Soirées du gaillard d'arrière Ed. Charles Gosselin, Paris, 1840.
- Virgilius Nauticus : Examen des passages de l'Énéide qui ont trait à la marine. Extrait des Annales Maritimes et Coloniales, mai 1843. Paris, Imprimerie Royale, 1843 (en ligne)
- Marie la Cordelière, XVIe siècle, étude pour une histoire de la marine française. Extrait des Annales Maritimes et Coloniales, décembre 1844. Paris, Imprimerie Royale, 1845, écrit avec JAL M. A.
- Glossaire nautique, répertoire polyglotte de termes de marine anciens et modernes, Paris, Firmin Didot Frères, 1848.
- La Flotte de César ; le Xuston naumachon d'Homère ; "Virgilius nauticus", études sur la marine antique. Firmin Didot Frères et fils, Paris, 1861.
- Dictionnaire critique de biographie et d'histoire, Paris, Plon, 1872 (1re édition en 1867).
- Abraham Du Quesne et la Marine de son temps, Paris, Plon, 1873.
- Souvenirs d'un homme de lettres (1795-1873), Paris, L. Techener, 1877.